# Maurice Vittenet
Maurice Vittenet (né le 16 avril 1928 à Saint-Dizier et mort le 29 septembre 1988 à Villiers-le-Bel) est un accordéoniste, bandonéoniste, compositeur et pédagogue français.

## Biographie
Issu d'une famille de musiciens il débute l'accordéon entre 7 et 8 ans. Il est l'élève de Camille Di Duca, lequel fut également professeur de Jean Corti et Armand Lassagne avant d'être à son tour enseignant, notamment de José Vicario. Artiste complet, il excelle autant dans la musique classique que le musette ou le jazz. Il a influencé et marqué de nombreux artistes comme Jean Bonal qui le cite comme « le meilleur » ou encore Richard Galliano, par sa manière de jouer debout, Marcel Azzola qui le cite faisant « un triomphe » notamment pour son interprétation en solo du Mouvement Perpétuel de Carl Maria von Weber, ainsi qu'Armand Lassagne. Roland Manoury parle également de sa « technique époustouflante ». Il meurt en 1988 emporté par la maladie d'Alzheimer.

## Scène
Il a partagé la scène en duo avec l'animateur Dany Maurice, Jean Ségurel, avec le guitariste Yvon Lartilleux, ou encore avec Marcel Azzola. Vittenet joue également régulièrement en trio avec Azzola et l'organiste Madeleine Dauphin, à Sainte Savine au dancing « Le Pavillon Bleu ».

## Accompagnateur
Il est l'accordéoniste de Charles Trénet (« Coin de Rue ») et de Georges Ulmer (« Pigalle »). Il joue également pour le Tour de France.

## Animateur
On le retrouve sur les ondes de l'ORTF lors des émissions Accords d'accordéon et Le club des poètes.

## Compositions
Quelques compositions :
- Marches : French Cancan March avec Daniel Faure ; Train Corail Express ;
- Modern Style : Rock Accordéon avec Jo Privat ;
- Paso doble : Al Capone avec Jo Privat et Roger Vaysse ;
- Polkas : Caporal Polka avec Camille Di Duca et Roger Vaysse ; Interlaken Polka ;
- Rhythm and blues : Walking Blue avec Daniel Faure ;
- Samba : Du Tac au Tac ;
- Valses : Accordéon Bohémien avec Jean Pierre Rousseau ; En Tourbillonnant avec Daniel Faure ; La Pétroleuse avec Daniel Faure ; Punch Valse ; Si l'amour m'était conté ; La Sorcière avec Jo Privat et Roger Vaysse ; Vacances Tyroliennes avec Maurice Denoux et Roger Vaysse ; Vite et Net ; Perle de Paris, avec Arlette Marlot ; Été Tyrolien avec Pascal Groffe.

## Discographie 45 tours
45 tours :
- L'Ardennaise (Decca, 450.787)
- L'Eau vive (Decca, 450,822)
- Le Retour des hirondelles (Sonopresse)
- Les deux Maurice jouent pour vous! (avec Maurice Larcange, PUECH UE 1007)
- Classiques du musette Vol. 1 (Sonopresse / Série Éventail EV 50.008 N)
- Spécial accordéon no 2 (Valmy / Distrimusic international, SU 5001)
- La Rousse (Decca 450.736)
- Le Nord chante (Valmy / Distrimusic international, SU 5 004)

## Récompenses
- Coupe mondiale de l'accordéon coupe d'or en 1951 et argent ex æquo en 1950[13],[note 2]
- Grand prix du Disque Charles Cros en 1957 pour La vie du Bourdon[14] co-écrit avec Charley Bazin[6],[15]